# Ayed Kouider
Ayed Kouider (en arabe : عيّاد كويدير) est un boxeur algérien.

## Carrière
Ayed Kouider obtient la médaille de bronze dans la catégorie des poids mouches aux Jeux africains de 1965 à Brazzaville.
Il se reconvertit ensuite en entraîneur, menant l'équipe nationale aux Jeux méditerranéens de 1975 et des championnats du monde de boxe amateur 1982 notamment.